# Comunità montana Valli di Lanzo, Ceronda e Casternone
La Comunità montana Valli di Lanzo, Ceronda e Casternone era un comprensorio montano che univa i comuni della vecchia Comunità montana Valli di Lanzo, formata dai comuni delle valli di Lanzo (più precisamente, la Val grande di Lanzo, la Val d'Ala, la Valle di Viù), più i due comuni della valle del Tesso e due comuni di fondovalle che geograficamente non rientrano nelle Valli di Lanzo propriamente dette (Balangero e Cafasse), con quelli della vecchia Comunità montana Val Ceronda e Casternone (Fiano, Vallo Torinese, Varisella, La Cassa, Givoletto e Val della Torre).

## Storia

Stemma usato fino al 2008

La Comunità montana Valli di Lanzo nacque il 3 febbraio 1957 con la partecipazione di 12 comuni: Ala di Stura, Balme, Cantoira, Ceres, Chialamberto, Groscavallo, Lemie, Mezzenile, Pessinetto, Traves, Usseglio e Viù . In un terzo momento (nel 1973), in seguito alla L.R. 17/1973, vennero stabilite le zone omogenee entro le quali avrebbero dovuto operare le Comunità montane: quella della Valli di Lanzo comprendeva anche il territorio di quei due comuni.
Nel 2008 al territorio della Comunità montana venne aggiunto anche il territorio dell'adiacente Comunità montana Val Ceronda e Casternone (9 017  ) . 
L'ente è stato soppresso, insieme alle altre comunità montane del Piemonte, con la Legge regionale 28 settembre 2012, n. 11.

## Attività

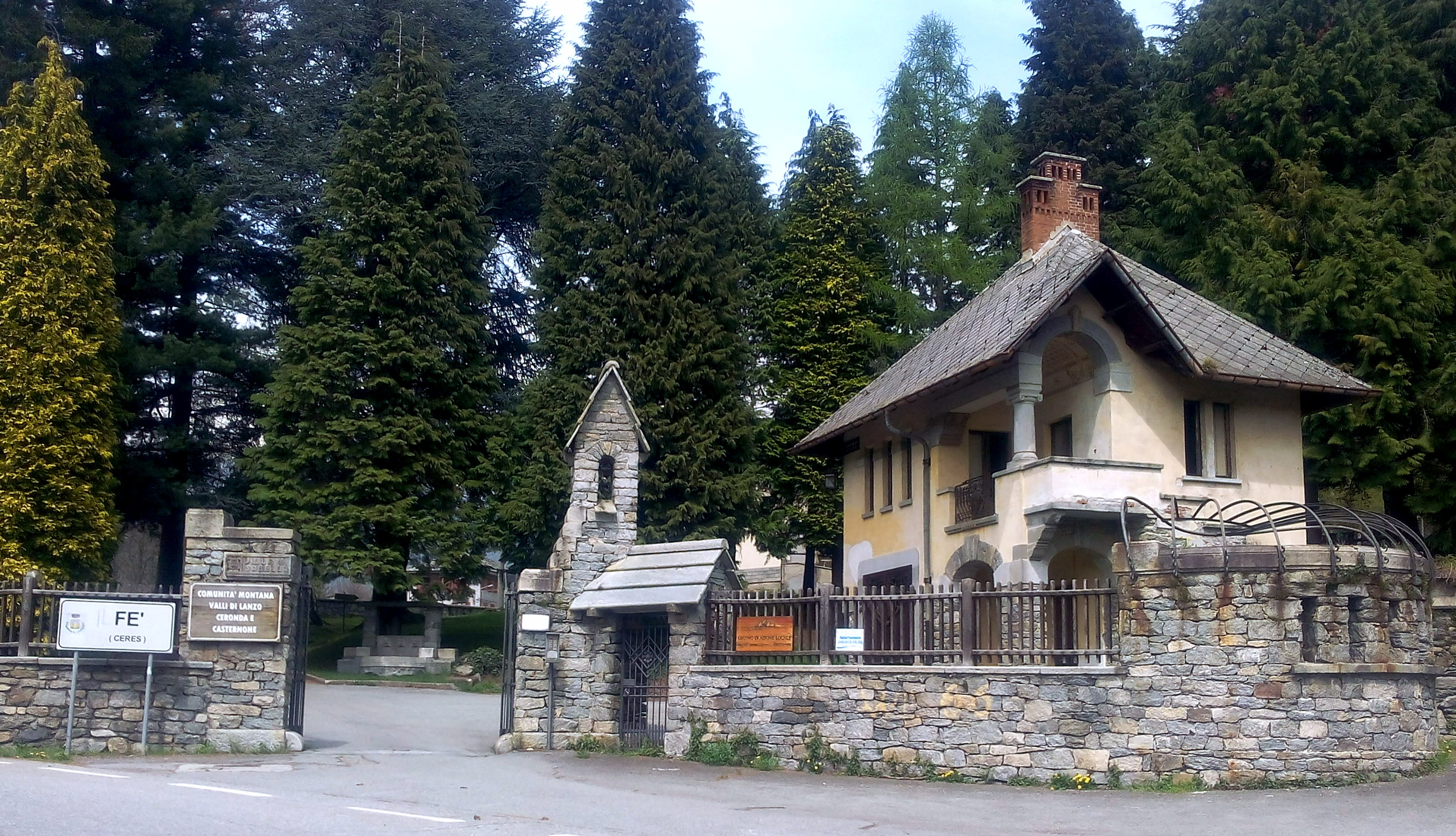
La sede del Fé

Lo scopo principale dell'ente era quello di favorire lo sviluppo delle valli nella salvaguardia del patrimonio ambientale e culturale proprio. A tal fine svolgeva attività di sgombero neve soprattutto nei comuni più alti della Comunità Montana; inoltre provvedeva anche ad opere di carattere manutentivo per quanto riguardava strade rurali ed alla gestione di aree attrezzate .
Negli anni aveva sviluppato soprattutto le seguenti attività:
- salvaguardia degli alpeggi
- sviluppo del turismo
- costruzione e gestione dell'Acquedotto Generale delle Valli di Lanzo
- installazione e manutenzione dei ripetitori televisivi nelle Valli
- opere di bonifica montana
- opere rurali (costruzione di strade, di acquedotti ed elettrodotti rurali)
- sistemazioni idraulico forestali
- realizzazione e gestione di aree attrezzate

La sede della Comunità montana si trovava a Ceres, nella frazione Fè.